# Кастор, Стейси
Стейси Рут Кастор (англ. Stacey Ruth Castor, урож. Дэниелс, ранее Уоллес; 24 июля 1967 — 11 июня 2016) — американская мужеубийца из города Уидспорт, штат Нью-Йорк. В 2009 году она была признана виновной в умышленном отравлении своего мужа Дэвида Кастора антифризом в 2005 году и в попытке убийства своей дочери Эшли Уоллес таблетками в 2007 году, также она подозревается в убийстве своего первого мужа, Майкла Уоллеса, в 2000 году; его могила находилась рядом с могилой Дэвида Кастора, пока останки Дэвида не были извлечены в 2016 году и захоронены в другом месте его сыном. История получила широкую известность, и впоследствии СМИ прозвали Кастор «Чёрной вдовой». 24 апреля 2009 года и 8 февраля 2019 года в эфир вышел специальный двухчасовой выпуск программы 20/20 телеканала ABC, в котором была представлена полная история дела Кастор.

## Ранние годы
Стейси, дочь Джерри Дэниелса и Джуди Итон, встретила Майкла Уоллеса, когда ей было 17 лет, в 1985 году, и они сразу же сблизились. Пара поженилась, и в 1988 году у них родилась первая дочь, Эшли. В 1991 году у них родилась вторая дочь, Бри.
Стейси работала оператором скорой помощи, а Майк подрабатывал по ночам механиком, но денег у семьи было мало. По словам Кастор, Уоллес был очень близок с Бри, проявляя фаворитизм, который Стейси компенсировала тем, что стала «лучшей подругой» старшей дочери Эшли. Несмотря на близость с детьми, пара отдалилась друг от друга, и ходили слухи, что они не верны друг другу.

## Убийства
В конце 1999 года Уоллес начал периодически болеть. Члены семьи вспоминают, что он странно себя вёл, кашлял и казался опухшим. Когда необъяснимое недомогание продолжилось, семья убеждала его обратиться за медицинской помощью, но он умер в начале 2000 года, так и не успев этого сделать. Их дочери Эшли в то время было 11 лет. Врачи сказали Кастор, что её муж умер от сердечного приступа. Хотя сестра Уоллеса была настроена скептически и потребовала вскрытия тела, Кастор отказалась, сказав, что верит в правоту врачей.
В 2003 году Стейси вышла замуж за Дэвида Кастора и взяла его фамилию.  Кастор был владельцем компании по установке и ремонту кондиционеров, а Стейси работала у него офис-менеджером. В августе 2005 года, в 2 часа дня, Кастор позвонила в местный офис шерифа и сообщила, что её муж после ссоры заперся в их спальне и не отвечает на звонки. И когда он не появился на их общем рабочем месте, она забеспокоилась, также она утверждала, что у него развилась депрессия. Не дождавшись ответа, сержант Роберт Уиллоуби из департамента шерифа округа Онондага выбил дверь в спальню и обнаружил Дэвида Кастора мертвым. Среди вещей рядом с его телом были контейнер с антифризом и наполовину наполненный стакан с ярко-зеленой жидкостью. Уиллоуби говорил, что помнил, как Кастор кричала: «Он не умер, он не умер».
Коронер сообщил, что Дэвид Кастор покончил жизнь самоубийством, приняв смертельную дозу антифриза, но когда полиция обнаружила отпечатки пальцев Стейси Кастор на стакане с антифризом, они начали подозревать, что она подстроила смерть своего мужа.
Полиция начала прослушку звонков Кастор. Кроме того, они установили камеры с видом на дом Кастор и могилы её мужей, которые были похоронены рядом по её просьбе. Детективы рассудили, что если Кастор действительно искренне любит своих покойных мужей, то она рано или поздно посетит их могилы. Они хотели понаблюдать за её поведением там. Однако Кастор так и не посетила могилы. Вскоре следователи пришли к выводу, что единственным способом доказать вину Кастор в обоих убийствах является эксгумация тела Уоллеса. Токсикологическая экспертиза показала, что Уоллес также погиб от отравления антифризом.

### Покушение на убийство дочери и разоблачение
В сентябре 2007 года, на фоне растущего числа доказательств того, что Кастор убила обоих своих мужей, она начала паниковать. После того как она узнала, что полиция эксгумировала тело Уоллеса и обнаружила в его организме следы антифриза, она, как полагают, разработала план подставы своей дочери Эшли.
В первый день учёбы Эшли следователи пришли к ней в колледж, чтобы расспросить её о смерти отца и сообщить, что он был отравлен, а не умер от сердечного приступа. Расстроенная Эшли позвонила Кастор. Вскоре после этого, по словам Эшли, Кастор пригласила её приехать в семейный дом в Ливерпуле и вместе выпить. Кастор сказала, что они пережили достаточно эмоционального стресса и им нужно расслабиться. Эшли согласилась, потому что Кастор была не только её матерью, но и её «лучшей подругой».
На следующий день Кастор снова пригласила Эшли выпить вместе дома. С её слов, мать предложила ей напиток с «отвратительным вкусом», от которого она сначала отказалась, но в итоге выпила, потому что доверяла Кастор. Семнадцать часов спустя Эшли была найдена в состоянии комы на своей кровати младшей сестрой Бри. Бри начала звать на помощь, и Кастор позвонила в 911. Сестра Эшли ненадолго отлучилась, а когда вернулась, обнаружила рядом с Эшли предсмертную записку. Записка оказалась признанием в убийстве, в которой Эшли признавалась, что убила своего отца и отчима. Кастор быстро забрала записку у сестры и позже передала её парамедикам. Анализы показали, что в организме Эшли были обнаружены потенциально смертельные обезболивающие, и что она, скорее всего, умерла бы, если бы её доставили в больницу всего на несколько минут позже. Когда Эшли очнулась, и полиция допросила её, она сказала, что последнее, что она помнит, это как мать готовила ей алкогольный напиток, чего она никогда раньше не делала. Она сказала полицейским, что не писала записку и была в замешательстве от их вопросов и обвинений.

## Арест и суд
В течение двух лет следователи собирали улики против Кастор в связи со смертью её мужей. В 2007 году она была арестована за убийство второй степени Дэвида, за попытку убить Эшли и подставить её в убийствах.
Прокуроры утверждали, что записка, в которой Эшли признается в убийстве Уоллеса и Дэвида, на самом деле была написана Кастор. Ведь Эшли было 11 лет на момент смерти её отца Уоллеса. Когда Эшли вызвали в суд, она сказала, что не убивала ни своего отца, ни отчима и не писала предсмертной записки.
Окружной прокурор Онондага Уильям Фицпатрик и главный помощник окружного прокурора Кристин Гарви утверждали, что Дэвид не совершал самоубийства, учитывая отсутствие его отпечатков пальцев на стакане или контейнере с антифризом. Они посчитали, что это свидетельствует о том, что его насильно напоили антифризом. Учитывая результаты вскрытия Дэвида, они пришли к выводу, что Кастор в течение четырёх дней поила мужа антифризом, прежде чем попытаться представить всё как самоубийство. Однако по словам Кастор, её мужу пришла в голову идея покончить с собой с помощью антифриза, когда оба смотрели репортаж о Линн Тернер, которая убила двух бывших любовников с помощью яда
Обвинители представили доказательства того, что отравление антифризом можно определить по росту кристаллов оксалата кальция в почках. Также следствие отметило, что Кастор завладела деньгами своих мужей после их убийства.

#### Приговор
Судья Фейхи отметил, что он никогда не видел, чтобы родитель пытался убить своего ребёнка в попытке переложить вину. Он приговорил её к 25 годам за убийство Дэвида Кастора и ещё к 25 годам за попытку убить Эшли.

## Смерть
Кастор была найдена мёртвой в своей камере утром 11 июня 2016 года. Позже полиция установила, что причиной смерти стал сердечный приступ.